# Signepupina pfeifferi
Signepupina pfeifferi es una especie de molusco gasterópodo de la familia Pupinidae en el orden de los Mesogastropoda.

## Distribución geográfica
Es  endémica de Australia.  